# Arquebisbat de Split-Makarska
L'arquebisbat de Split-Makarska - Splitsko-makarska nadbiskupija en croat; Archidioecesis Spalatensis-Macarscensis (llatí) - és una seu de l'Església catòlica a Croàcia. Al 2017 tenia 446.000 batejats d'un total de 475.000 habitants. Actualment està regida per l'arquebisbe metropolità Marin Barišić.

## Territori

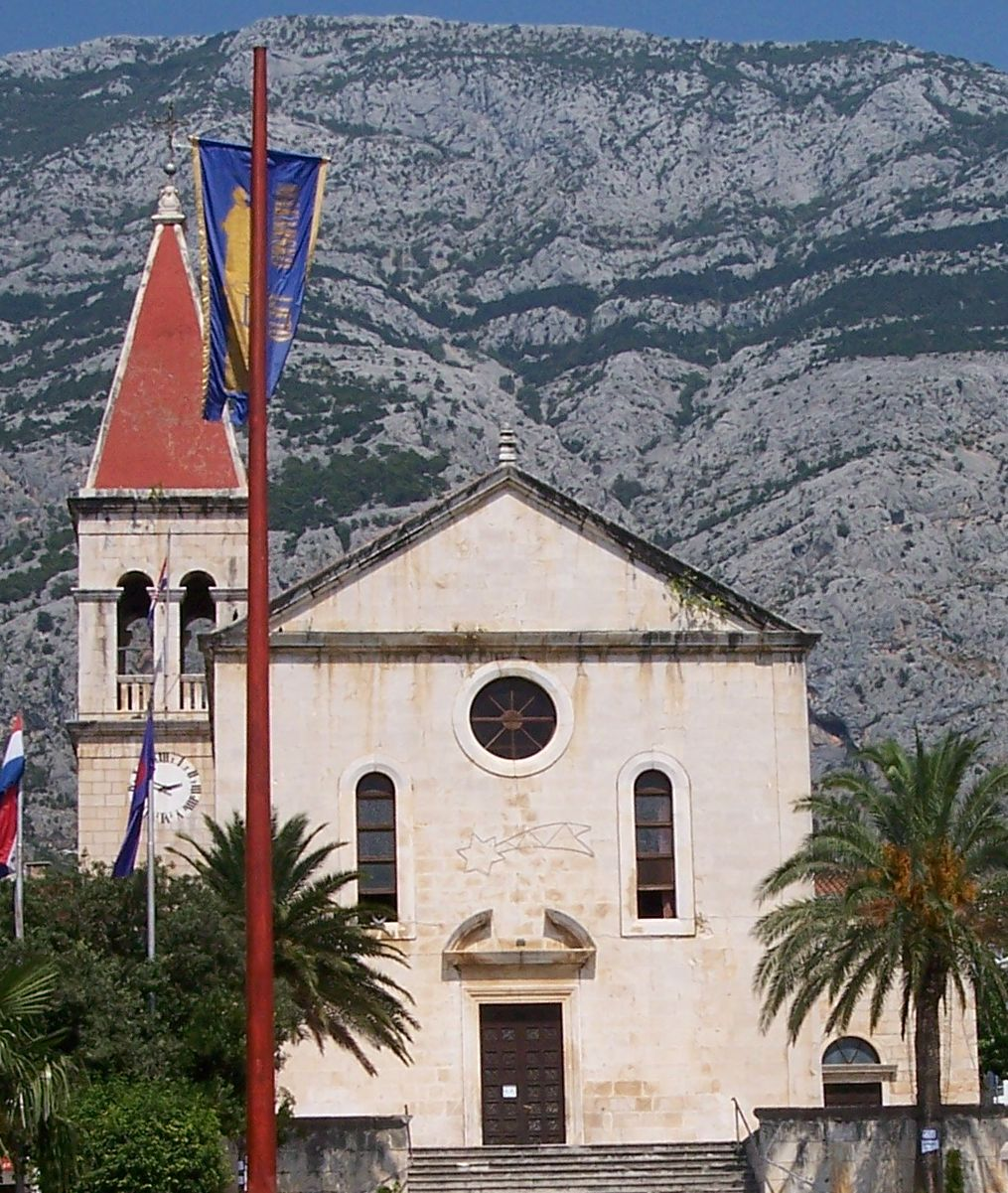
L'antiga catedral de Macarsca dedicada a Sant Marc

La seu episcopal és la ciutat de Split, on es troba la catedral de catedral de sant Domnió i la cocatedral Sant Pere; i a Makarska es troba l'antiga catedral de Sant Marc. També a Skradin i a Trogir hi ha antigues catedrals, dedicades respectivament a Sant Jaume i a sant Llorenç.
El territori s'estén sobre 4.008km² i està dividit en 187 parròquies.

## Història
La diòcesi de Solin va ser erigida al segle iii. El primer bisbe conegut és el màrtir sant Venanci, que va morir sota el regnat de Valerià I el 257.
Al segle v va ser elevada al rang d'arxidiòcesi metropolitana; inicialment la metròpoli es va estendre a tota la Dalmàcia, des de la regió d'Ístria fins a Epir i a l'interior fins al Danubi.
Als sínodes de Solin del 530 i del 533 es dedueix que 9 diòcesis sufragànies depenien de la metròpoli de Solin, a la qual s'afegien tres noves seus establertes en aquests dos sínodes. Les diòcesis eren: Rab, Zadar, Skradin, Narona, Epidauro, Martar o Ad Matrices, Bistue, Sisak, Baloe o Baroe, a més de les tres noves de Ludrum, Sarsenterum i Makarska.
Al segle vii la ciutat de Solin va caure en runes (636). Després de catorze anys de seu vacant, la seu arquebisbal es traslladà a Split. Protagonista del renaixement de l'arxidiòcesi va ser el bisbe Giovanni de Ravenna.
Al Concili de Split del 925 es va definir la província eclesiàstica de Split, que incloïa les diòcesis de Krk, Osor, Rab, Zadar, Dubrovnik, Kotor, Nona i Ston. Al segle x s'hi va afegir la diòcesi de Trogir. A les actes del sínode del 925, l'arquebisbe de Split compta amb el títol de Dalmatiae ac totius Croatiae primas. El papa Lleó VI va confirmar les actes del sínode.
Als segles xi i xii, la metròpoli de Split es va reduir a causa de l'elevació al rang metropolità primer de Dubrovnik el 999], després de Bar el 1034 i finalment a Zadar el 1145, mentre que alguns bisbats d'Eslavònia i Bòsnia es van convertir en sufragànies d'arxidiòcesis hongareses. El 1155 Zadar va reconèixer la jurisdicció primatòria del patriarcat de Grado: quan la seu patriarcal va ser traslladada a Venècia, els patriarques continuaran presumint del títol de primat de Dalmàcia, tot i que mai no han exercit cap jurisdicció real.
El 1636 la Sacra Rota va resoldre la qüestió primatòria assignant a Venècia els drets sobre la metròpoli de Zadar i per dividir-los sobre la metròpoli de Dubrovnik. Tanmateix, el 1690 el papa Alexandre VIII va concedir al Senat venecià el dret a nomenar bisbes i arquebisbes de Dalmàcia.
Amb la butlla Locum beati Petri del papa Lleó XII el 30 de juny de 1828, posat en marxa el 1830, la diòcesi de Makaska es va unir amb l'arxidiòcesi: a Makaska hi vivia un bisbe auxiliar amb la posició de vicari general i l'església principal de Makaska es va convertir en cocatedral. Split, però, va perdre els seus drets metropolitans i el títol arxiepiscopal, prenent el nom de la diòcesi de Split i Makaska, sufragània de l'arxidiòcesi de Zadar. Amb la mateixa butlla també es van suprimir les diòcesis de Korcula, Ston, Novigrad, Trogir, Nona, Skradin, Rab i Osor.
El 27 de juliol de 1969, sota la butlla Qui vicariam del papa Pau VI, la diòcesi de Makaska es va unir amb la de Split amb una unió extinta; al mateix temps, Split va canviar el seu nom per Split-Makaska i va ser novament elevada al rang d'arxidiòcesi metropolitana amb les actuals diòcesis sufragànies.

## Episcopologi

### Seu de Solin
- Sant Venanci † (250 - 257 mort)
- Sant Domnió † (vers 284 - 10 d'abril de 304 mort)
- Primo † (305 - 325)
- Massimo I † (326 - 346)
- Leonzio † (365 - 381)
- Gaiano † (381 - 391)
- Sinferio † (391 - 405)
- Esichio † (405 - 426 mort)
- Pascasio † (426 - 443)
- Cesario † (443 - 460)
- Giustino † (460 - 473 mort)
- Glicerio † (474 - 480 mort)
- Onorio I † (481 - 505 mort)
- Gianuario I † (505 - 510)
- Stefano † (510 - 527 mort)
- Onorio II † (528 - 547)
- Frontiniano I † (547 - 554)
- Pietro † (554 - 562 mort)
- Probino † (562 - 566)
- Natale † (580 - 593 mort)
- Massimo II † (598 - 610)
- Teodoro † (610 - 614)
- Frontiniano II † (620 - 638)

### Seu de Split
- Giovanni I di Ravenna † (650 - vers 680)
- Pietro II † (?)
- Mariano † (?)
- Martino I † (?)
- Leone † (?)
- Pietro III † (840 - 860 mort)
- Giustino † (860 - 876 mort)
- Marino † (881 - 886 mort)
- Teodosio † (887 - 893)
- Pietro IV † (893 - 912)
- Giovanni II † (914 - 928)
- Gianuario II † (? - vers 940)
- Frontiniano III † (vers 940 - vers 970)
- Martin II † (970 - 1000)
- Pavao † (1015 - 1030)
- Martin III † (1030)
- Dobralj † (1030 - 1050 deposat)
- Ivan III † (1050 - 1059 renuncià)
- Lorenzo † (1059 - 1099 mort)
- Crescenzio † (1110 - 1112 mort)
- Manasse † (1112 - 1114 o 1115 deposat)
  - Sede vacante (1115-1135)
- Grgur † (1135)
- Gandino † (1136 - 1158 deposat)
- Absalom † (1159 - 1161 mort)
- Pietro V † (2 de juliol de 1161 - 1166 mort)
- Albert † (1166)
- Gerardo † (1167 - juny/desembre de 1170 nomenat arquebisbe de Siponto)
- Sant Rainier o Raineri Massini † (1175 - 4 d'agost de 1180 mort)
  - Sede vacante (1180-1185)
- Petar VI † (1185 - 1187 nomenat arquebisbe de Kalocsa)
- Petar VII, O.S.B. † (1188 - 1196)
- Bernard, O.S.B. † (1198 - 1217 mort)
- Slavič † (1217 - 1219)
- Guncel, O.Cruc. † (29 de juliol de 1220 - 31 de maig de 1242 mort)
- Ugrin	† (d'abril de 1245 - 27 de novembre de 1248 mort)
- Ruggero di Puglia † (30 d'abril de 1249 - 14 d'abril de 1266 mort)
- Ivan de Buzad, O.P. † (1266 - 1294 mort)
  - Jakob † (1294 - 1297 renuncià) (bisbe electe)
- Petar VIII, O.F.M. † (10 de maig de 1297 - 1324)
- Belijan † (26 de setembre de 1324 - 28 de gener de 1328 mort)
- Domenico Luccari † (17 d'octubre de 1328 - d'abril de 1348 mort)
- Joannes, O.E.S.A. † (30 de maig de 1348 - ?)
- Ugolino Branca, O.S.B. † (25 de juny de 1349 - 1388 renuncià)
- Andrea Gualdo † (29 de maig de 1389 - 1402 renuncià)
- Pellegrino d'Aragó, O.F.M. † (18 d'abril de 1403 - 7 de maig de 1409 mort)
- Doimo Giudici † (11 d'agost de 1410 - 1411 renuncià)
- Pietro da Pago, O.F.M. † (19 d'octubre de 1411 - 30 de desembre de 1426 mort)
- Francesco Malipiero, O.S.B. † (27 de gener de 1427 - 16 de juny de 1428 nomenat arquebisbe, a títol personal, de Castello)
- Bartolomeo Zabarella † (16 de juny de 1428 - 18 de desembre de 1439 nomenat arquebisbe de Florència)
- Jacopino Badoer † (18 de desembre de 1439 - 1451 mort)
- Lorenzo Zane † (5 de juny de 1452 - 28 d'abril de 1473 nomenat arquebisbe, a títol personal, de Treviso)
- Pietro Riario, O.F.M.Conv. † (28 d'abril de 1473 - 3 de gener de 1474 mort)
- Giovanni Dacre † (1474 - 1 d'abril de 1478 nomenat arquebisbe, a títol personal, de Treviso)
  - Pietro Foscari † (1 d'abril de 1478 - 17 de setembre de 1479 renuncià) (administrador apostòlic)
- Bartolomeo Averoldi † (17 de setembre de 1479 - 1503 mort)
- Bernardo Zane † (15 de febrer de 1503 - 5 de gener de 1524 mort)
- Andrea Corner † (1527 - 1536 renuncià)
- Marco Corner † (11 d'agost de 1537 - 1566 renuncià)
- Alvise Michiel † (19 de juny de 1566 - vers 1582 mort)
- Giovanni Domenico Marcot, O.P. † (vers 1582 - 2 d'agost de 1602 mort)
- Marco Antonio de Dominis † (15 de novembre de 1602 - 1616 renuncià)
- Sforza Ponzoni † (22 d'agost de 1616 - d'octubre de 1640 mort)
- Leonardo Bondulmer † (15 d'abril de 1641 - 1667 o 1668 renuncià)
- Bonifacio Albani, C.R.S. † (30 de gener de 1668 - 18 de febrer de 1678 mort)
- Stefano Cosmi, C.R.S. † (5 de setembre de 1678 - 10 de maig de 1707 mort)
- Stefano Cupilli, C.R.S. † (12 de març de 1708 - 11 de desembre de 1719 mort)
- Giovanni Laghi, C.R.S. † (15 d'abril de 1720 - 11 de febrer de 1730 mort)
- Antun Kadčić † (18 de desembre de 1730 - 7 d'octubre de 1745 mort)
- Pacifico Bizza † (17 de gener de 1746 - 13 de maig de 1756 mort)
- Niccolò Dinarico (Dinarić) † (3 de gener de 1757 - de juny de 1764 mort)
- Giovanni Luca de Garagnin † (5 de juny de 1765 - 20 d'octubre de 1780 mort)
  - Sede vacante (1780-1784)
- Lelio de Cippico † (20 de setembre de 1784 - 24 de març de 1807 mort)
  - Sede vacante (1807-1830)

### Seu de Split i Makarska (posteriorment Split-Makarska)
- Pavao Klement Miošić † (15 de març de 1830 - 10 d'octubre de 1837 mort)
- Benigno Albertini † (23 de juny de 1838 - 24 d'agost de 1838 mort)
- Giuseppe Godeassi † (27 d'abril de 1840 - 22 de juny de 1843 nomenat arquebisbe de Zadar)
- Luigi Pini † (17 de juny de 1844 - 11 de gener de 1865 mort)
- Marco Calogerà † (29 d'octubre de 1866 - 4 de desembre de 1888 mort)
- Filip Frane Nakić † (30 de desembre de 1889 - 26 de desembre de 1910 mort)
- Antun Gjivoje † (11 de juliol de 1911 - 27 de febrer de 1917 mort)
- Juraj Carić † (8 de juny de 1918 - 17 de maig de 1921 mort)
- Kvirin Klement Bonefačić † (6 de juny de 1923 - 9 de maig de 1954 jubilat)
  - Sede vacante (1954-1960)
- Frane Franić † (24 de desembre de 1960 - 10 de setembre de 1988 jubilat)
- Ante Jurić † (10 de setembre de 1988 - 21 de juny de 2000 jubilat)
- Marin Barišić, dal 21 de juny de 2000

## Demografia
A finals del 2017, l'arxidiòcesi tenia 446.000 batejats sobre una població de 475.000 persones, equivalent al 93,9% del total.
| any  | població | població | població | sacerdots | sacerdots       | sacerdots       | sacerdots             | diaques | religiosos | religiosos | parroquies |
| ---- | -------- | -------- | -------- | --------- | --------------- | --------------- | --------------------- | ------- | ---------- | ---------- | ---------- |
| any  | batejats | total    | %        | total     | clergat secular | clergat regular | batejats por sacerdot | diaques | homes      | dones      |            |
| 1950 | 260.000  |          |          | 236       | 143             | 93              | 1.101                 |         | 107        | 350        | 149        |
| 1970 | 313.000  | 365.000  | 85,8     | 284       | 150             | 134             | 1.102                 |         | 184        | 517        | 165        |
| 1980 | 349.450  | 432.860  | 80,7     | 320       | 172             | 148             | 1.092                 |         | 216        | 514        | 191        |
| 1990 | 473.726  | 495.350  | 95,6     | 334       | 188             | 146             | 1.418                 |         | 201        | 526        | 177        |
| 1999 | 412.261  | 472.088  | 87,3     | 360       | 200             | 160             | 1.145                 |         | 182        | 534        | 185        |
| 2000 | 415.000  | 475.000  | 87,4     | 357       | 199             | 158             | 1.162                 |         | 189        | 535        | 186        |
| 2001 | 409.584  | 473.887  | 86,4     | 366       | 203             | 163             | 1.119                 |         | 198        | 531        | 186        |
| 2002 | 409.584  | 473.887  | 86,4     | 369       | 204             | 165             | 1.109                 |         | 190        | 517        | 186        |
| 2003 | 427.420  | 473.887  | 90,2     | 369       | 199             | 170             | 1.158                 |         | 201        | 505        | 186        |
| 2004 | 428.382  | 464.329  | 92,3     | 353       | 199             | 154             | 1.213                 |         | 182        | 497        | 186        |
| 2010 | 437.989  | 468.801  | 93,4     | 380       | 201             | 179             | 1.152                 |         | 209        | 460        | 186        |
| 2014 | 441.036  | 456.029  | 96,7     | 350       | 189             | 161             | 1.260                 |         | 186        | 481        | 187        |
| 2017 | 446.000  | 475.000  | 93,9     | 359       | 204             | 155             | 1.242                 |         | 181        | 374        | 187        |